# Société du Djebel Djerissa
La Société du Djebel Djerissa est une entreprise tunisienne fondée en 1907 pour exploiter les gisements de minerai de fer de Jérissa, dans le gouvernorat du Kef et de Tamera-Douahria dans le gouvernorat de Bizerte. En 1949, peu avant l'indépendance du pays, c'était la première entreprise tunisienne et la quinzième française. Le siège de la société situé à Jérissa est classé monument historique par l'arrêté du 13 décembre 2010.

## Histoire
La Société du Djebel Djerissa est fondée en 1907. Dans le demi-siècle qui suit son entrée en production, en 1905, le gisement exploite de l’oxyde de fer (hématite) pour la sidérurgie étrangère.
Après la Seconde Guerre mondiale, le PDG de la Société du Djebel Djerissa de 1945 à 1962, Henri Lafond (1894-1963), est également administrateur de la Banque de l'Union parisienne, de la Compagnie des phosphates et des chemins de fer de Gafsa, de la Société de l'Ouenza et de la Compagnie française des pétroles.
En 1949, la société est la première entreprise tunisienne par la capitalisation, devant la Compagnie des phosphates et des chemins de fer de Gafsa.
Après la construction, dans les années 1960, de la fonderie d'El-Fouledh, la société alimente des producteurs locaux d'acier. L'épuisement progressif des réserves en hématite d'une teneur supérieure à 50 %, nécessaire pour la sidérurgie, amène la société à se reconvertir dans l’exploitation du carbonate de fer et sa commercialisation puis, après 1978, vers l'alimentation du marché cimentier.
À partir de 2003, la fermeture du haut fourneau d'El-Fouledh et la privatisation de quatre des six cimenteries, dont la capacité de production est augmentée, le gisement de minerai de fer se concentre sur ce débouché, passant de 4,5 millions à 6,4 millions de tonnes en 2009, et sur l’exportation en Europe d’environ quinze mille tonnes par an de carbonate de fer pour l’alimentation du bétail.
L'action s'est négociée sur le marché Hors-Cote de la Bourse de Paris jusqu'à son remplacement par le Marché libre.
Le siège de la société est classé monument historique par l’arrêté du 13 décembre 2010 « avec une zone des abors étendus à 500 m ».

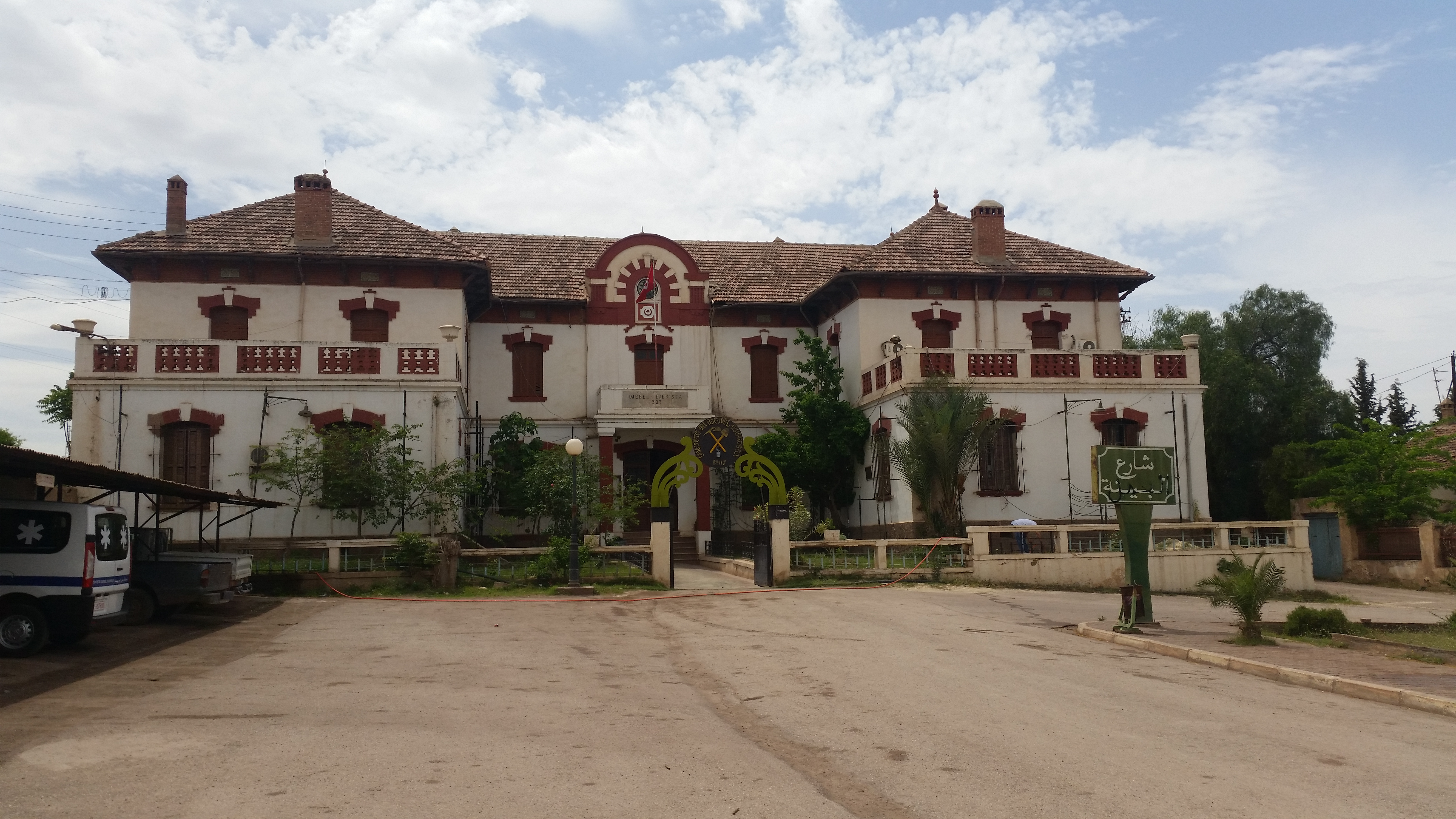
Façade nord-est.
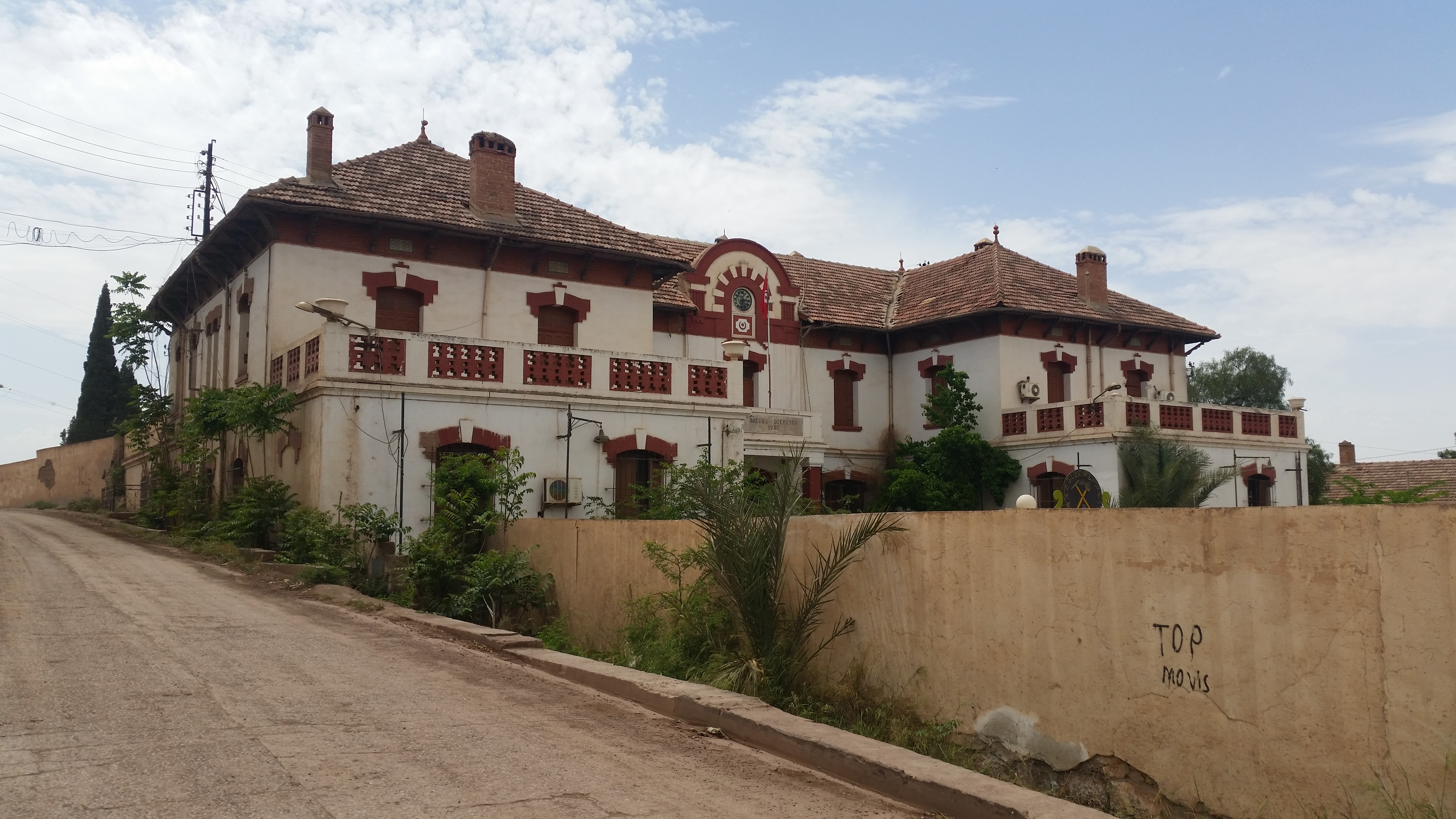
Façade sud-est.
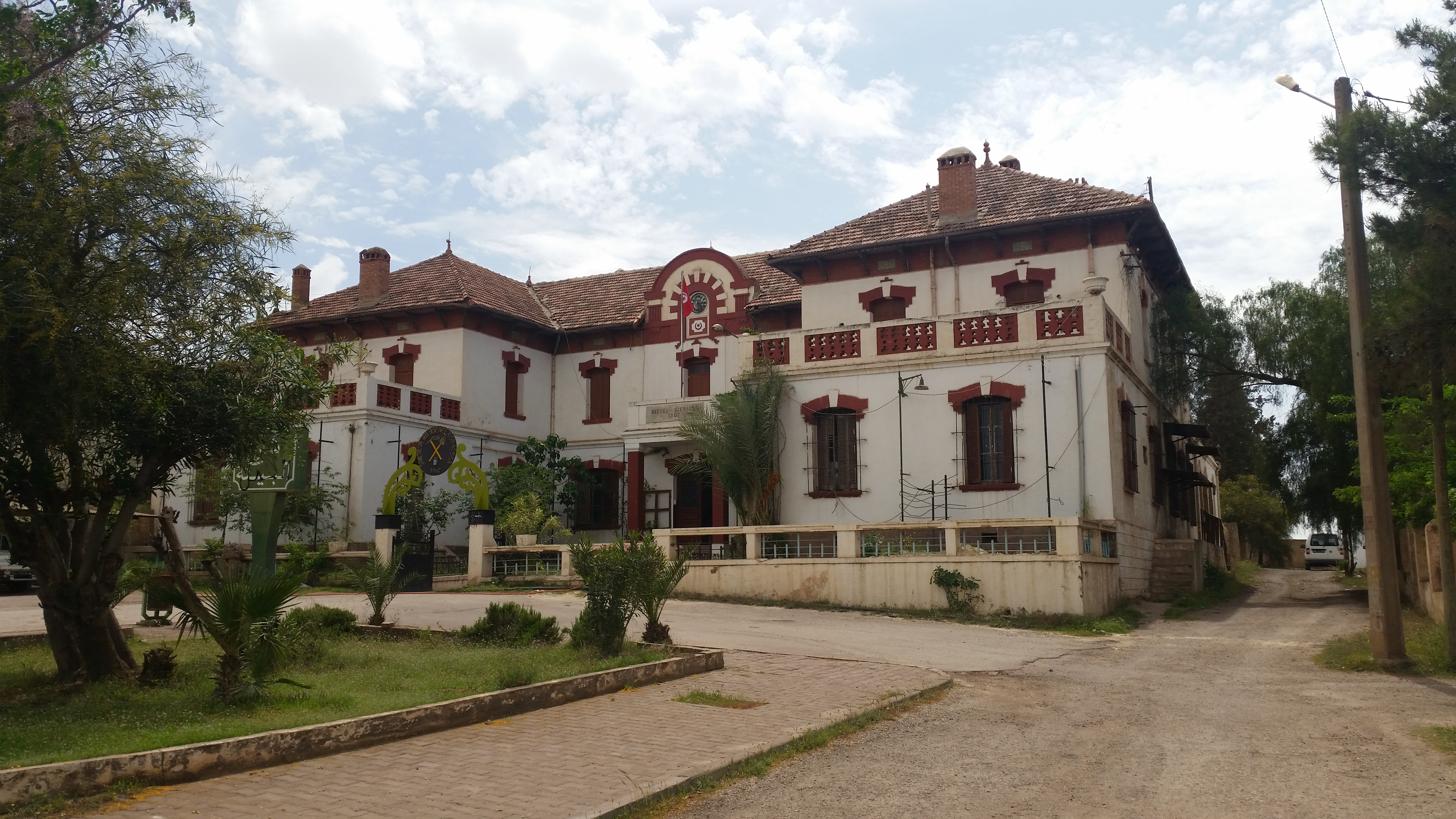
Façade nord-ouest.